# Debreceni kódex
A Debreceni kódex az Érdy-kódex után a legteljesebb középkori magyar legendagyűjtemény.
A 316 levél terjedelmű művet 6 ismeretlen kódexmásoló készítette 1519-ben. A tartalmazott legendák forrásai: Petrus de Natalibus legendagyűjteménye, a Legenda Aureum és a Temesvári Pelbárt Pomeriuma. A kódex a 18. század közepén került a Debreceni Református Kollégium tulajdonába, amiről a nevét is kapta. Először 1858-ban adta ki Toldy Ferenc A debreceni legendás könyv a Krisztina-legendával együtt címen. A Wolf György-féle Nyelvemléktár XI. kötetében 1882-ben jelent meg.